# Associazione Calcio Sammaurese
L'Associazione Calcio Sammaurese è una società calcistica italiana con sede nella città di San Mauro Pascoli, in provincia di Forlì-Cesena.

## Storia
La società è stata fondata nel 1935 con la denominazione Associazione Calcio Sammaurese e vanta due partecipazioni al campionato di Serie C. La stagione 1947-1948 vide la Sammaurese retrocedere in Promozione ma, essendosi poi classificata all'ultimo posto anche nel 1948-49, le retrocessioni furono due nel giro di due anni.
In tempi più recenti, dopo aver trascorso un paio di stagioni tra Prima Categoria e Promozione (a eccezione di due campionati di Eccellenza), la squadra giallorossa, vincendo il girone D di Promozione nella stagione 2011-2012, ritornò in Eccellenza dopo diciotto anni. Nella stagione 2014-2015 vinse il campionato di Eccellenza Emilia-Romagna e venne così promossa nel campionato di Serie D 2015-2016, in cui tuttora milita. I campionati dal 2015-16 fino a 2022-23 sono stati raccontati nel libro "Otto anni D Paradiso" (Ponte Vecchio editore) scritto dal giornalista Filippo Fabbri.
L'Under 18 della Sammaurese allenata da Giuseppe Lorenzo, il 16 giugno 2024 a Firenze, si è laureata Campione d'Italia nella finale vinta contro l'Aranova.

## Palmarès

### Competizioni regionali
- Prima Divisione: 1

1945-1946 (girone B)
- Eccellenza: 1

2014-2015 (girone B)
- Promozione: 2

1991-1992 (girone D), 2011-2012 (girone D)
- Prima Categoria: 1

2004-2005 (girone H)
- Prima Divisione: 1

1945-1946 (girone B)